# Beyblade

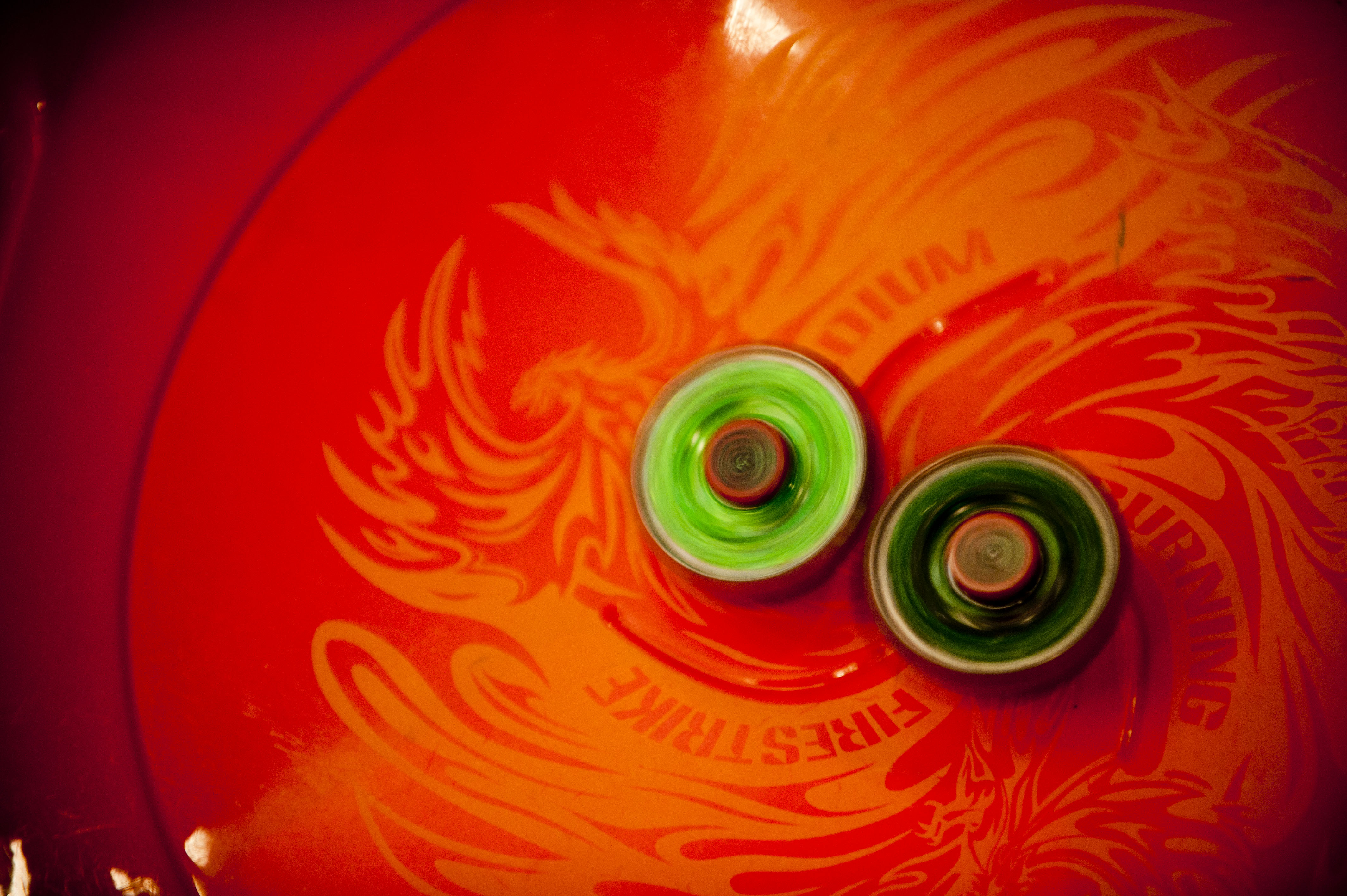
Beybladekreisel

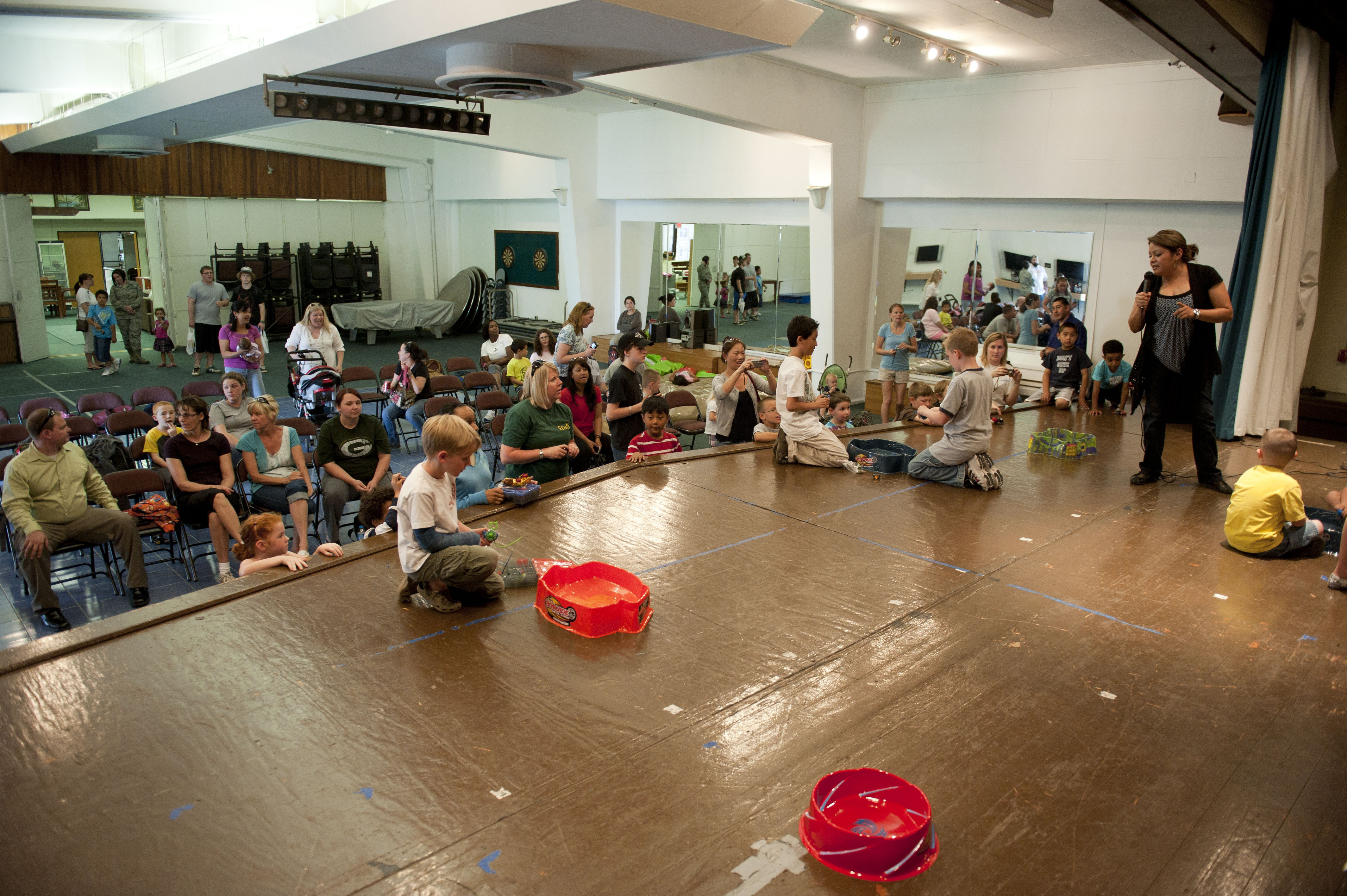
Familien-Beybladekreisel-Wettbewerb 2012

Beyblade (jap. 爆転シュート ベイブレード, Bakuten Shoot: Beyblade) ist eine Manga-Serie von Takao Aoki, die mehrere Anime-Verfilmungen nach sich zog. Die international erfolgreiche Serie handelt von Jugendlichen, die Kämpfe mit Kreiseln austragen. Die Kreisel wurden als Merchandise vermarktet. Der Manga und der Anime wurden ab 2008 durch Beyblade: Metal Fusion fortgesetzt.

## Spiel
Die Wettkampfkreisel Beyblade werden seit 1999 von der Firma Takara Co. in Japan hergestellt und vertrieben. Gleichzeitig wurde zum Verkaufsstart des Spiels mit der Ausstrahlung des Animes im japanischen Fernsehen begonnen. Seit 2002 wird das Spiel von Hasbro auch international verkauft und war von 2000 bis 2005 eines der beliebtesten Spiele weltweit. Dabei wurden weltweit über 100 Millionen Stück verkauft.
Das gleichnamige Spiel wird häufig in einer speziellen, schalenförmigen Arena gespielt, dem sogenannten Beystadium, kann aber auch auf einem anderen Untergrund stattfinden. Ziel ist es, seinen eigenen Kreisel länger als den Kreisel des Gegenspielers in der Arena zu halten. Gewinner ist derjenige, dessen Kreisel sich als letztes in der Arena dreht. Um einen Beyblade zum Rotieren zu bringen, wird ein sogenannter Starter mit einer Reißleine verwendet.
Ein Beyblade besteht im Allgemeinen aus drei Einzelteilen: Dem Attack Ring, der Weight Disk und der Blade Base. Diese werden jeweils nach den Kriterien Angriff, Abwehr und Ausdauer bewertet. Die Einzelteile unterschiedlicher Beyblades lassen sich beliebig kombinieren, wodurch die Gesamtstärke erhöht werden kann.

## Manga
Die Manga-Serie von Takao Aoki erschien in Japan von September 1999 bis Juli 2004 in Einzelkapiteln monatlich im Manga-Magazin Coro Coro Comic, in dem zur selben Zeit unter anderem auch Rockman.EXE und Hoshi no Kirby veröffentlicht wurden. Der Shōgakukan-Verlag brachte diese Einzelkapitel mit 176 Seiten auch in 14 Sammelbänden heraus.
Der Manga erschien unter anderem auch in Nordamerika, Frankreich, Spanien und Deutschland. In deutscher Übersetzung verlegte Panini Comics 2003 fünf der vierzehn Bände im Label Planet Manga. Wegen schlechter Verkaufszahlen blieb eine Veröffentlichung der restlichen Bände in Deutschland aus.
Der Manga wird seit 2008 durch Beyblade: Metal Fusion fortgesetzt.

## Anime

### Handlung

#### Beyblade
Als der Beyblader Tyson Granger seinen Freunden zur Hilfe eilt, weil diese um ihre Beyblades betrogen wurden, trifft er zum ersten Mal auf den mysteriösen Kai Hiwatari. Es stellt sich heraus, dass es sich bei Kai um den Anführer einer Gang handelt, der zudem auch amtierender Beyblade-Regionalmeister ist. Bei einem darauf folgenden Kampf zwischen Tyson und Kai besiegt Kai Tyson mithilfe eines geheimnisvollen Bitbeasts namens Dranzer, das aus Kais Blade auftaucht. Bei BitBeasts handelt es sich um mächtige Geister in Tiergestalt, deren Kraft einigen wenigen Beyblades inne liegt. Auch Tyson kommt bald darauf in den Besitz eines solchen Bitbeasts und bringt es so immerhin zu einem Unentschieden gegen Kai. Währenddessen freundet er sich mit dem in Japan lebenden Amerikaner Max Tate an.
Bei der von dem Beyblade-Verein BBA (Beyblade Battle Association) veranstalteten regionalen Meisterschaft in Tokio erscheint noch ein weiterer starker Beyblader namens Ray Kon aus China. Im Finale treten Kai und Tyson erneut gegeneinander an und Tyson siegt. Nach dem Turnier bilden die vier stärksten Blader Tyson, Kai, Max und Ray die Mannschaft Bladebreakers, die bei der Weltmeisterschaft antreten soll. Der junge Technikfanatiker Kenny unterstützt sie. Die Mannschaft kann das asiatische Team White Tigers und die amerikanische Mannschaft Allstarz besiegen und sich so für die Weltmeisterschaft qualifizieren, obwohl sich der Teamkapitän Kai häufig distanziert zeigt.
Auch in Moskau, wo die Weltmeisterschaft stattfindet, treten neue Probleme auf, als eines Nachts Kai nicht mehr ins Hotel zurückkehrt. Am nächsten Tag steht er auf der Seite ihrer Gegner, den Demolition Boys, die seinem Großvater Voltaire Hiwatari gehören. Voltaire will mithilfe einer kriminellen Organisation und dem Beyblade-Sport die Weltherrschaft an sich reißen. Andere Teams schlägt Kai im Alleingang und stiehlt ihnen skrupellos ihre BitBeasts. Doch als es später zum inoffiziellen Kampf außerhalb des Turniers zwischen den Bladebreakers und Kai kommt, können sie ihn wieder für sich gewinnen. Mit vereinten Kräften treten sie gemeinsam im letzten Kampf gegen die Demolition Boys an und siegen.

#### Beyblade V-Force
Das Weltmeisterschaftsturnier liegt nun weit zurück und die Bladebreakers existieren schon längst nicht mehr. Tyson und Kenny sind die Einzigen, die zusammen geblieben sind. Eine Schulkameradin, Hilary Taichibana, freundet sich mit ihnen an. Dann wird Tyson von dem geheimnisvollen Ozuma angegriffen, der zu dem Beyblade-Team Saint Shields gehört, das die BitBeasts der ehemaligen Bladebreakers stehlen will, um deren Macht auszulöschen. Nachdem Ozuma gesiegt hat, bekommen Tyson und Kenny Nachrichten von Max und Ray, dass sie ebenfalls von mysteriösen Beybladern besiegt worden sind. Auch Kai wird von Dunga aus dem Team Saint Shields an seinem Internat herausgefordert, er geht darauf aber nicht ein, weil er mit dem Beybladen aufgehört hat.
Als Tyson später von einem Blader der Organisation Psykick angegriffen wird kommt Kai ihm zu Hilfe und beide gewinnen den Kampf. Kai wollte von Beybladen und von den Bladebreakers eigentlich nichts mehr wissen, er tritt dem Team dennoch erneut bei, als auch Max und Ray wiederkommen. Psykick besitzen Bitbeasts, die nach den Vorbildern der originalen BitBeasts der Bladebreakers auf cyber-elektronischer Ebene hergestellt wurden. Bevor die Bladebreakers dann am Ende in Zweierteams an der WM teilnehmen können (Tyson mit Max und Kai mit Ray), schließen sie Frieden mit den Saint Shields und schalten Psykick aus.
Im Finale der WM stellt sich plötzlich raus, dass ein neugewonnener Freund der Bladebreakers, Zeo, gar kein Mensch ist, sondern ein Androide. Dieser kämpft mit dem Bitbeast Burning Cerberus gegen Kai und Max und fängt ihre BitBeasts ein. Er glaubt, damit ein echter Mensch zu werden, wie ihm sein Vater eingeflößt hat. In einem harten Finalkampf kann Tyson jedoch Zeo besiegen und die BitBeasts wiederbeschaffen.

#### G-Revolution
Der junge Beyblader Daichi Sumeragi kommt nach Tokio, um Tyson den Weltmeisterschaftstitel streitig zu machen. Außerdem taucht ein Beyblader auf, der sich Jin, der Herr der Stürme nennt. Daichi nistet sich kurzerhand bei Tyson ein, gewinnt die Sympathie seines Großvaters und ist bald darauf nicht mehr abzuschütteln.
Doch bald steht die neue Weltmeisterschaft bevor. Ray und Max entscheiden, dass sie nur Weltmeister werden können, wenn sie Tyson besiegen, weshalb sie das Team verlassen und ihre alten Teams in China und den USA aufsuchen. Nach dem Sieg von Kai und Tyson bei der WM-Qualifikation stellt sich der mysteriöse Jin als Hiro, Tysons lang vermisster großer Bruder, heraus. Er wird der Trainer der Bladebreakers. Doch schon nach kurzer Zeit verschwindet Kai und taucht erst bei der WM als neues Mitglied der Blitzkrieg Boys auf. Wie Max und Ray hat auch er sich letztendlich für ein anderes Team entschieden, um an sein seit der letzten Weltmeisterschaft offen stehendes Spiel gegen Tyson zu kommen. Daichi und Tyson haben sich nun als Partner zusammengefunden. Während der WM stehen sich die alten Bladebreakers wie Feinde gegenüber, bis feststeht, dass im Finale Blitzkrieg Boys gegen Tysons neues Team BBA Revolution kämpfen. Tyson kann seinen Titel nach einem knappen Sieg behalten.
Doch bereits kurze Zeit nach der Weltmeisterschaft taucht Boris auf und vertreibt mit seiner Beyblade-Organisation BEGA die BBA. Tyson entschließ sich, die BEGA-Team zu bekämpfen und hat Max und Ray an seiner Seite. Auch Kai taucht wieder auf, doch dieser stellt sich auf die Seite der BEGA. Tysons Bruder Hiro trainiert das BEGA-Team. Als Kai während der Auswahlspiele innerhalb der BEGA vom besten BEGA-Spieler Brooklyn geschlagen wird, zieht er sich zurück. Schließlich kommt der Tag, an dem der Kampf der Bladebreakers gegen die BEGA stattfinden soll. Kai findet bei Tala, der zuvor von BEGA-Spieler Garland ebenfalls krankenhausreif gekämpft worden war, einen neuen Blade für Dranzer, den Kenny ihm hinterlassen hat. Er kommt zum Turnier und soll gegen BEGA-Blader Garland antreten, doch fordert er Revanche gegen Brooklyn. Kai gewinnt, bricht jedoch danach zusammen. Kai hat für diesen Sieg sein Bitbeast Dranzer geopfert. Den letzten Kampf spielt Tyson und siegt, womit er die BBA zurück an die Macht bringt. Allerdings hat dieses allerletzte Spiel zwischen Tyson und Brooklyn die völlige Zerstörung der Stadt Tokio zur Folge. Am Ende tragen Kai und Tyson noch ein Freundschaftsmatch aus, bei dem Dranzer wieder erscheint.

### Charaktere
- Tyson Granger (木ノ宮タカオ, Kinomiya Takao) handelt oft stur und unüberlegt. Jedoch ist er bereit, alles für seine Freunde zu tun, die wie eine Familie für ihn sind. An ihm ist im Verlaufe der Geschichte die stärkste Entwicklung festzustellen, mit zunehmendem Alter wird er ernsthafter und selbstbewusster. Seine Mutter (Mary) starb, als er noch klein war, sein Vater ist Archäologe. Tyson lebt in Japan in einem großen Dojo-Anwesen bei seinem Großvater, der ihn mit allen Mitteln im Kendō zu unterweisen versucht. Zu Beginn der Serie erhält er aus einer alten Familiekatana das Bitbeast Dragoon (im Original: Seiryuu). Sein Vater macht Ausgrabungen in China, bei denen sein Bruder Hiro meistens dabei ist. Im Manga trifft er dort auch auf Ray und kann ihn überreden, an dem Turnier in Japan teilzunehmen. Im Manga erfährt man außerdem, dass Tyson einen Sohn namens Makoto hat, der ihm zum Verwechseln ähnlich sieht und ebenfalls an einigen Turnieren teilnimmt.
- Max Tate (水原 マック, Mizuhara Makkusu) zieht am Anfang der ersten Staffel nach Japan, wo sein Vater ein Geschäft für Beyblade-Ersatzteile führt. Seine Mutter lebt in New York, wo sie das Team All Starz. leitet und die Beyblades erforscht. Max ist der Sonnenschein der Gruppe und nur schwer zu reizen. Er geht nie ohne eine Strategie in einen Kampf. Meist hat er mit dem Element Wasser zu tun, wie schon sein Name sagt (Mizu = Wasser). Sein Bitbeast ist deshalb ein Schildkröten-Bitbeast namens Draciel (im Original: Genbu).
- Ray Kon (金李, Kon Rei), ein Chinese und ausgebildeter Zen-Meister, war in seiner Heimat einst Mitglied des White-Tiger-Beybladerteams, bis er es heimlich verließ, um die Welt zu entdecken. Dabei ließ er das Tiger-BitBeast Drigger (im Original: Byakko) mitgehen, welches er von dem Großvater seines Teamkollegen (Lee) erhalten hatte, womit er den Zorn seines alten Teams anheizte und später in der Serie nicht mehr im Guten auf sie trifft. Doch am Ende der ersten Staffel besiegt er sein altes Team und verträgt sich wieder mit ihnen. Die White Tigers brachten sich das Beybladen selbst bei, da sie aus einem kleinen chinesischen Dorf am Rande der Zivilisation kommen. Ray hat ein freundliches Wesen und ist der Realist der Gruppe, ist ehrgeizig, streng gegenüber seinen Teamkameraden und einer der wichtigsten Freunde Tysons. Am Ende des Mangas hat er mit Mariah eine Tochter, Rin.
- Kai Hiwatari (火渡カイ, Hiwatari Kai) kämpft mit Dranzer (im Original: Suzaku). Er besitzt das kühlste und ruhigste Wesen des Teams. Kai ist halb Russe, halb Japaner und trotz seiner kalten Maske bricht nicht selten zerstörerische Wut aus ihm heraus. Einst begann er mit dem Bladen in einer Abtei in Russland, wo sich seine Fähigkeiten weiterentwickeln konnten. Trotz seiner abweisenden Art baut sich zwischen ihm und den Bladebreakers ein enges Band auf. Sein Großvater heißt Voltaire. Im Manga hat er die Beyblades gehasst, da sein Vater von Voltaire vertrieben wurde, weil dieser sich mehr für Beyblades als für die Firma interessierte. Dies änderte sich erst, als er Tyson kennenlernte. Kai hat am Ende des Mangas einen Sohn, Gou, der ihm sehr ähnelt.
- Kenny (キョウジ, Kyōju) besitzt in den ersten zwei Staffeln selbst keinen Beyblade, später kommt er allerdings an den mit einer Sprungfeder ausgestatteten Blade Hopper, im Tausch gegen das sarkastische, sprechende BitBeastmädchen Dizzy, welches zuvor in seinem Laptop eingesperrt ist. Die beiden bilden das Gehirn des Teams. Kenny und Dizzy bauen den Mitgliedern der BladeBreakers stetig bessere Beyblades, deren optimale Zusammensetzung er zuvor am Laptop errechnet hatte.
- Hilary (立花　ヒロミ, Tachibana Hiromi) spielt selbst nicht mit Beyblades, sie ist eher so etwas wie der weibliche Pol und Fanclub der BladeBreakers. Sie hilft ihnen beim Training und ist Klassensprecherin in Tysons Klasse. Hilary hat anfangs Probleme damit, Bitbeasts zu sehen. Ab Mitte der dritten Staffel versucht sie mit mäßigem Erfolg den weiblichen Bladern anderer Teams nachzueifern.
- Tala Valkov (Ivanov Yuriy.)gehört zu den Demolition Boys, welche einst für die Biovolt arbeiteten, die von Kais Großvater geführt wurde. Diese Organisation hatte das Ziel, durch junge Blader die Weltherrschaft an sich zu reißen. In der dritten Beyblade Staffel haben Tala und seine Teamkameraden sich von der Biovolt getrennt, da diese von den Bladebreakers zerstört wurde, und gründen zusammen mit Kai die Blitzkrieg Boys. Tala hat die Ausstrahlung eines Wolfes, deshalb besitzt er auch das BitBeast Wolborg.
- Brooklyn ist die Geheimwaffe der BEGA-Liga, er kämpft nur selten, so dass kaum Daten über ihn zur Verfügung stehen. Er trainiert nie, weil er sich für ein Naturtalent hält. Dies ändert sich als Hiro zur Bega überläuft. Brooklyn bevorzugt es, in der Natur zu sein und Tiere zu beobachten. Im entscheidenden Kampf mit Tyson lernt er den wahren Geist des Bladens kennen, was allerdings nicht die vollständige Zerstörung Tokyos durch seine Hand verhindert.
- Daichi (皇　大地, Sumeragi Daichi) hat ein ziemlich aufbrausendes Temperament, hält sich für den besten Beyblader der Welt und gerät oft mit Tyson aneinander, mit dem er später das Team BBA Revolution bildet. Trotzdem ist Daichi ein ernstzunehmender Gegner, sein BitBeast ist Gaia Dragoon (im Amerikanischen und Deutschen: Strata Dragoon). Am Ende der Manga-Serie wird er der neue Schiedsrichter der BBA.
- Hiro Granger (Kinomiya Hitoshi) kommt das erste Mal in der dritten Beyblade-Staffel vor. Er ist Tysons großer Bruder, ein begabter Blader und lange Zeit verschwunden. Durch ihn hat Tyson auch einst mit dem Bladen begonnen. Später wird er zum Trainer der BBA Revolution, nachdem er sich als Jin, Herr der Stürme ausgegeben hat.
- Mariah und Lee (Mao und Rai) sind zwei Mitglieder der White Tigers und Geschwister(in G Revolution „White Tiger X“, japanisch „Bai Fu Zu“) und vor dem Verschwinden Rays dessen engste Freunde. Sie weisen wie Ray katzenähnliche Merkmale auf und ihre BitBeasts tragen die Namen Galleon und Gallux. Durch ihr enges und vertrauensvolles Zusammenleben gewöhnte Mariah sich an, sowohl Lee als auch Ray als „Nii-chan“ (= großer Bruder) zu bezeichnen, wobei Lee in Wirklichkeit ihr Bruder ist.
- Team All Starz besteht aus den Blader-Team, Emily, Steven, Eddie und Michael, geleitet wird das Team von Maxs Mutter Judy Tate.

### Konzeption
Die Zahl fünf ist in Japan eine heilige Zahl und daher die traditionelle Anzahl der Personen in einer Gruppe von Gerechtigkeitsstreitern. Auch die Bladebreakers haben fünf Mitglieder, Tyson, Kai, Max, Ray und Kenny.

Die originalen Namen der Bitbeast der Bladebreakers sind den japanischen Bezeichnungen der vier chinesischen Sternenkonstellationen um den Tierkreis entlehnt.

### Produktion und Veröffentlichungen
Der Manga Beyblade von Takao Aoki wurde kurze Zeit nach seiner Veröffentlichung als Animeserie umgesetzt und stellt die Grundlage für den späteren „Kreisel-Boom“ dar. Es wurden drei Staffeln der Serie produziert: Beyblade (orig. Beyblade 2001), Beyblade V-Force (orig. Beyblade 2002) und Beyblade G-Revolution. Regie führten Jae-Yōng Kim, Tetsuo Takeuchi und Yoshio Takeuchi, in der letzten Staffel Mitsuo Hashimoto und Toshifumi Kawase. Die erste Serie wurde von Madhouse und alle weiteren Werke von Nihon Animedia animiert. Die Serie lief ab 8. Januar auf TV Tokyo.
Die Serie wurde in Frankreich, den USA, auf den Philippinen in den Niederlanden und anderen Ländern gezeigt und auch auf Arabisch, Spanisch und Portugiesisch übersetzt. In Deutschland wurde die Serie auf RTL II ausgestrahlt, die Synchronisation stammt von der FFA Gruppe München.
Es existiert außerdem noch ein Kinofilm mit dem Titel Bakuten Shoot Beyblade The Movie: Takao vs. Daichi (爆転シュートベイブレード THE MOVIE 激闘!!タカオVS大地). Der Film wurde unter anderem auch auf Englisch und Italienisch übersetzt. Die Handlung dreht sich um Tyson und Daichi, der während eines Urlaubs eine Revanche fordert. Zudem treffen die Freunde auf die Dark Spirits, die mit ihren Beyblades und deren Bitbeasts die Welt zerstören wollen.
Seit April 2008 wird in Japan die Fortsetzung der Serie und Adaption der Manga-Fortsetzung, Metal Fight: Beyblade, ausgestrahlt. Diese wird in Deutschland als Beyblade: Metal Fusion auf Nickelodeon gezeigt.

### Synchronisation
| Rolle (jp./dt.)                                | Japanischer Sprecher (Seiyū)   | Deutscher Sprecher             |                                |                                |
| Bladebreakers (BBA Revolution)                 | Bladebreakers (BBA Revolution) | Bladebreakers (BBA Revolution) | Bladebreakers (BBA Revolution) | Bladebreakers (BBA Revolution) |
| ---------------------------------------------- | ------------------------------ | ------------------------------ | ------------------------------ | ------------------------------ |
| Takao Kinomiya/Tyson Granger                   | Motoko Kumai                   | Roman Wolko                    |                                |                                |
| Max Mizuhara/Max Tate                          | Ai Orikasa                     | Johannes Wolko                 |                                |                                |
| Rei Kon/Ray Kon                                | Aya Hisakawa                   | Clemens Ostermann              |                                |                                |
| Kai Hiwatari                                   | Urara Takano                   | Hubertus von Lerchenfeld       |                                |                                |
| Manabu Saien/Kenny Saien                       | Hōko Kuwashima                 | Inez Günther                   |                                |                                |
| Dizzy                                          |                                | Inez Günther                   |                                |                                |
| Hiromi Tachibana/Hilary Tachibana              | Masami Kikuchi                 | Katharina Iacobescu            |                                |                                |
| Daichi Sumeragi                                | Naomi Nagasawa                 | Sabine Bohlmann                |                                |                                |
| White Tigers (X)                               |                                |                                |                                |                                |
| Chen Rai/Lee Wong                              | Kōichi Nagano                  | Oliver Mink                    |                                |                                |
| Chen Mao/Mariah Wong                           | Nīna Kumagaya                  | Nicola Grupe-Arnoldi           |                                |                                |
| Gao/Gary Tan                                   | Kazuyuki Ishikawa              | Manuel Straube                 |                                |                                |
| Kiki/Kevin Cheng                               | Junko Shimakata                | Gerhard Acktun                 |                                |                                |
| (PPB) All Starz                                |                                |                                |                                |                                |
| Michael Summers/Michael Parker                 | Kappei Yamaguchi               | Karim El Kammouchi             |                                |                                |
| Emily Watson/Emily York                        | Yukari Honma                   | Barbi Schiller                 |                                |                                |
| Eddy Smith/Eddy Wheeler                        | Hisayoshi Suganuma             | Marc Stachel                   |                                |                                |
| Steve/Steven Jones                             | Ken’ichi Suzumura              | Manuel Straube                 |                                |                                |
| Rick Anderson                                  | Takehiro Murozono              | Niko Macoulis                  |                                |                                |
| Majestics                                      |                                |                                |                                |                                |
| Ralf Jürgens/Robert Jürgens                    | Yuki Matsuda                   | Dominik Auer                   |                                |                                |
| Johnny McGregor                                | Chikaru Tezuka                 |                                |                                |                                |
| Tornatore Giancarlo/Enrique Giancarlo          | Daisuke Sakaguchi              | Manuel Straube                 |                                |                                |
| Olivier Polanger/Oliver                        | Omi Minami                     |                                |                                |                                |
| Dark Bladers                                   |                                |                                |                                |                                |
| Blood/Sanguinex                                | Hiroshi Kamiya                 | Tobias Lelle                   |                                |                                |
| Cairona/Cenotaph                               | Kenichi Sakaguchi              | Christoph Jablonka             |                                |                                |
| Jai/Zomb                                       | Yuka Imai                      |                                |                                |                                |
| Howling/Lupinex                                | Tsutomu Takayama               |                                |                                |                                |
| Demolition Boys (Blitzkrieg Boys)              |                                |                                |                                |                                |
| Yuriy Ivanov/Tala Valkov                       | Kiyu Morita                    | Niko Macoulis                  |                                |                                |
| Ivan Papov/Ian Papov                           | Aya Sakaguchi                  | Christian Heiner Wolf          |                                |                                |
| Boris Kuznetsov/Bryan Kuznetsov                | Wasabi Mizuta                  |                                |                                |                                |
| Sergei/Spencer                                 | Tomokazu Sugita                | Manuel Straube                 |                                |                                |
| Vladimir Volkov/Boris Balkov                   | Takehito Koyasu                | Hans-Rainer Müller             |                                |                                |
| Saint Shields                                  |                                |                                |                                |                                |
| Ozuma (Mr. X)                                  | Yuki Kaida                     | John-Alexander Döring          |                                |                                |
| Dunga                                          | Yasuhiro Takato                |                                |                                |                                |
| Mariam                                         | Niina Kumagaya                 | Nicola Grupe-Arnoldi           |                                |                                |
| Yusuf/Joseph                                   | Sachi Matsumoto                | Tim Schwarzmaier               |                                |                                |
| Team Psykick                                   |                                |                                |                                |                                |
| Kane Yamashita                                 | Yuuki Tai                      |                                |                                |                                |
| Salima                                         | Hikaru Ikeda                   | Farina Brock                   |                                |                                |
| Goki                                           | Yasuhiro Fujiwara              | Manuel Straube                 |                                |                                |
| Jim                                            | Yamashita Ayaka                | Ute Bonder                     |                                |                                |
| Zeo Zagart                                     | Hisayo Yanai                   | Max Felder                     |                                |                                |
| Gordo                                          | Hisayoshi Suganuma             | Marc Stachel                   |                                |                                |
| King                                           | Hirofumi Nojima                | Nicola Devico Mamone           |                                |                                |
| Queen                                          | Mie Sonozaki                   | Andrea Wick                    |                                |                                |
| Dr. K                                          | Hikaru Ikeda                   | Ute Bonder                     |                                |                                |
| Dr. B                                          | Tsuyoshi Koyama                |                                |                                |                                |
| Gideon                                         | Takashi Matsuyama              |                                |                                |                                |
| Dr. Zagart                                     | Kousei Hirota                  | Christoph Jablonka             |                                |                                |
| Barthez Battalion                              |                                |                                |                                |                                |
| Miguel                                         | Hiro Yuuki                     | Marc Stachel                   |                                |                                |
| Claude                                         | Akira Sasanuma                 |                                |                                |                                |
| Mathilda                                       | Hiromi Konno                   | Anke Kortemeier                |                                |                                |
| Aaron                                          | Kazuyuki Ishikawa              | Hubertus von Lerchenfeld       |                                |                                |
| Jean-Paul Barthez                              | Hitoshi Bifu                   | Gerhard Acktun                 |                                |                                |
| F-Dynasty                                      |                                |                                |                                |                                |
| Julia Fernandez                                | Kumiko Watanabe                | Sonja Reichelt                 |                                |                                |
| Raul Fernandez                                 | Akiko Kimura                   |                                |                                |                                |
| Romero                                         | Eiji Takemoto                  |                                |                                |                                |
| BEGA League                                    |                                |                                |                                |                                |
| Brooklyn                                       | Hoshi Souichirou               | Jan Makino                     |                                |                                |
| Garland Siebald                                | Hiroshi Kamiya                 |                                |                                |                                |
| Mystel                                         | Kouki Miyata                   | Max Felder                     |                                |                                |
| Moses/Crusher                                  | Masachika Takatsuka            | Manfred Trilling               |                                |                                |
| Ming-Ming                                      | Aya Hirano                     |                                |                                |                                |
| Andere Blader                                  |                                |                                |                                |                                |
| Akira/Andrew                                   | Kōki Miyata                    | Marc Stachel                   |                                |                                |
| Hiruta/Carlos                                  | Chiaki Morita                  | Dirk Meyer                     |                                |                                |
| Yuuya Minami/Wyatt Smith                       | Akiko Kimura                   | Max Felder                     |                                |                                |
| Alan McKenzie                                  | Chisa Yokoyama                 |                                |                                |                                |
| BBA                                            |                                |                                |                                |                                |
| Stanley A. Dickenson                           | Yoshito Yasuhara               | Michael Habeck                 |                                |                                |
| D.J. Jazzman                                   | Madono Mitsuaki                | Dirk Meyer                     |                                |                                |
| Brad Best                                      |                                | Andreas Wilde                  |                                |                                |
| A.J. Topper                                    |                                | Johannes Raspe                 |                                |                                |
| Familienangehörige & Freunde der Bladebreakers |                                |                                |                                |                                |
| Ryuunosuke Kinomiya/Ryu Granger                | Chikao Ootsuka                 | Achim Geisler                  |                                |                                |
| Soichiro Hiwatari/Voltaire Hiwatari            | Kōji Ishii                     | Christoph Jablonka             |                                |                                |
| Taro Mizuhara/Taro Tate                        | Hidenari Ugaki                 | Christoph Jablonka             |                                |                                |
| Judy Mizuhara/Judy Tate                        | Emi Shinohara                  | Claudia Schmidt                |                                |                                |
| Tatsuya Kinomiya/Tatsuya Granger               | Osamu Hosoi                    | Oliver Mink                    |                                |                                |
| Keiko Onodera/Keiko Kincaid                    |                                | Simone Brahmann                |                                |                                |
| Mrs. Saien                                     |                                | Simone Brahmann                |                                |                                |
| Hitoshi Kinomiya/Hiro Granger (Jin)            | Daisuke Namikawa               | John-Alexander Döring          |                                |                                |

### Musik
Für die erste Staffel wurde Fighting Spirits - Song for Beyblade von system-B für den Vorspann produziert. Der Abspanntitel ist Cheer Song von system-B. Die Folgen der zweiten Staffel beginnen mit Off the Chains von Toss & Turn und Jet (ジェット) von Fairy Fore, die internationale Version wieder mit Let's Beyblade. Der Abspann wurde mit Urban Love von Shiori und What's the Answer? von Retro G-Style unterlegt. Die Vorspanntitel der dritten Staffel sind Go Ahead ~Bokura no Jidai e~ von Motoko Kumai und Identified von Springs. Als Abspannlied wurden Oh Yes!! von Yuka und Kaze no Fuku Basho und Sign of Wish von Makiyo verwendet.
In den internationalen Versionen wurde Let's Beyblade von Sick Kid und Lukas Rossi als Vorspanntitel verwandt, die deutsche Fassung singt Tom Fock. Abspannlieder wurden keine gesendet.
Für den Vorspann des Films produzierte Dynamite SHU Victoria (ビクトリア), der Abspann wurde mit Poro Poro (ポロポロ) von Hana Hana unterlegt.
In Deutschland erschien ein Soundtrack zu V-Force.

## Videospiele
Zu Beyblade wurden verschiedene Videospiele veröffentlicht. 9 davon (Fett und Kursiv hinterlegt) erschienen außerhalb Japans.

### PlayStation 1
- Beyblade Let it Rip!
- Bakuten Shoot Beyblade 2002 - Beybattle Tournament 2
- Bakuten Shoot Beyblade

### 3DS
- Beyblade Evolution
- Beyblade Burst God
- Beyblade Burst
- Beyblade Burst - BeyLogger Plus & Puzzle
- Beyblade: Super Stars

### DS
- Metal Fight Beyblade
- Beyblade: Metal Fusion - Cyber Pegasus
- BEYBLADE Metal Masters
- Beyblade Metal Masters: Nightmare Rex
- Metal Fight Beyblade: Bakugami Susanoh Shuurai!

### Game Boy Color
- Jisedai Begoma Battle Beyblade
- Beyblade Fighting Tournament
- Bakuten Shoot Beyblade

### Game Boy Advance
- Bakuten Shoot Beyblade - Gekitou! Saikyou Blader
- Beyblade G-Revolution
- Beyblade V Force - Ultimate Blader Jam
- Bakuten Shoot Beyblade 2002 - Ikuze! Gekitou! Chou Jiryoku Battle!
- Bakuten Shoot Beyblade 2002 - Fierce Battle! Team Battle!! Blue Dragon Chapter ~Takao Arc~
- Bakuten Shoot Beyblade 2002 - Fierce Battle! Team Battle!! Gold Dragon Chapter ~Daichi Arc~

### GameCube
- Beyblade VForce: Super Tournament Battle
- Bakuten Shoot Beyblade 2002 Nettoh!

### PSP
- Metal Fight Beyblade Portable: Chouzetsu Tensei! Vulcan Horuseus

### Wii
- Beyblade: Metal Fusion - Counter Leone
- Beyblade Metal Fusion - Battle Fortress
- Metal Fight Beyblade - Bakushin Susanow Shuurai!

### Switch
- Beyblade Burst: Battle Zero

### Andere
- Beyblade: 5-in-1 Arcade Challenge - Dragoon (Plug & Play)
- Beyblade Battles (Online Game)
- Top Blade V (Windows)
- Beyblade Burst (Mobile)
- Beyblade X (Mobile)